# Computex
COMPUTEX Тайпе (COMPUTEX Taipei) (на китайски: 台北國際電腦展 – Тайпейска международна компютърна изложба, на английски: Taipei International Information Technology Show – Тайпейска международна изложба за информационни технологии) е международна компютърна промишлена изложба, която се провежда в Световния търговски център (на английски: TWTC) в столицата на Тайван Тайпе. Всяка година в Тайван водещи производители на информационни технологии демонстрират собствени разработки. Повечето от изследователските и производствени центрове са разположени тук, привличайки анализатори, журналисти и изследователи от индустрията за информационни технологии (ИТ) от цял свят.
Първата изложба Computex се провежда през 1981 г. и осигурява място за малки и средни предприятия в зараждащата се компютърна индустрия на Тайван, на което да покажат своите постижения. С нарастването и развитието на индустрията на информационните технологии в Тайван в началото на 90-те години на XX век Computex започва да се разширява бързо и се превръща в емблематична арена за ИТ индустрията. Това е най-голямото компютърно изложение в света, в което участват водещи производители на компютърна техника и електроника.
Последното изложение COMPUTEX се провежда от 4 до 7 юни 2024 г. със сесии по теми като високопроизводителни изчисления, изкуствен интелект, свързаност от следващо поколение и устойчивост.
На 28 ноември 2018 г. (същия ден, в който Deutsche Messe AG обявява, че през 2019 г. няма да има CeBIT), то се превръща в най-голямото компютърно изложение в света с участието на големи производители като Intel, AMD, NVIDIA и други, както и тайвански марки като Acer и ASUS.